# Aldobrando (bande dessinée)
Aldobrando est une bande dessinée réalisée par Gipi pour le scénario, Luigi Critone pour le dessin et  Claudia Palescandolo et Francesco Daniele pour la mise en couleurs. Le livre est paru en 2020 aux éditions Casterman et fait 200 pages.

## Description
L'histoire raconte les aventures de Aldobrando, orphelin élevé par un mage dans la forêt, loin du monde, et obligé de quitter brutalement son isolement pour trouver une herbe pour le guérir. Aldobrando ira de déconvenues en catastrophes au coeur d'un moyen-âge sans pitié mais apprendra à lutter et faire valoir son bon droit .

Aldobrando de Luigi Critone (étude dédicace)

Le scénario de Gipi prend son origine dans un jeu de société à base de cartes appelé Bruti. Les personnages de la bande dessinée y sont déjà présents comme Sire Gennaro Montecapoleone, le seigneur des Deux-Fontaines ou la belle princesse Bianca.

## Synopsis
Aldobrando, jeune enfant, est laissé par son père à un vieil homme. Devant aller combattre dans la fosse, il sait ses jours comptés. Des années plus tard, Aldobrando et son vieux maitre, un magicien, vivent dans les bois. Lors de la conception d’une recette magique, le mage est blessé à l’oeil. Il envoie Aldobrando chercher un remède, l’herbe du loup. Aldobrando débute sa quête dans la forêt et dans la neige. Il s’endort dans un abri et est réveillé par Sire Gennaro Montecapoleone des Deux Fontaines, un jeune guerrier qui décide de le prendre comme son écuyer.
Lors de leur marche Gennaro se blesse, disant avoir été attaqué par “un ogre”. Aldobrando le porte sur son dos jusqu’à un village. Ils arrivent dans une taverne et Aldobrando demande de l’aide. Il apprend que le fils du Roi a été blessé par leur valet et est mourrant, ayant recu un coup de lance dans le dos. Pendant ce temps, Gennaro disparait. Aldobrando part à sa recherche dans le village sous la neige et rencontre des soldats. Portant la lance de Gennaro, il est arrêté et accusé d’être le valet ayant attaqué le Prince. Mis au cachot, il est interrogé par un compagon prisonnier qui s’avère finalement être l’inquisiteur Gueulevice qui veut lui faire avouer l’attaque du Prince. Sans résultat, Geulevice va rapporter à la Princesse qu’il va torturer ce jeune étranger pour savoir ou est le coupable. Il parle alors que la servante Viola est cachée dans la chambre.
La Princesse va voir Aldobrando dans son cachot et lui raconte les lois de la fosse. En combat singulier, le vainqueur gagne le royaume. Sur son trone, le Roi recoit des nouvelles de son Capitaine: ils recherchent toujours le valet assassin. Mais Aldobrando est considéré comme son complice et le Roi décide de le faire écarteler le lendemain. Alors que la Princesse discute avec sa servante et esclave Viola, elles assistent à l’arrivée de Lesemeurdemort qui vient d’être arrêté. Il est mis au cachot avec Aldobrando. Ils parlent et Lesemeurdemort lui raconte qu’il a tout perdu, y compris l’amour de sa vie.
Viola rend visite dans le cachot et Aldobrando découvre qu’elle est amoureuse de Lesemeurdemort. Ils attirent le garde, le tuent et s’évadent. Le Roi en déduit faussement que c’est la Princesse qui a organisé cette évasion, voire même qui organise un complot contre lui. Geuledevice arrête et enferme la Princesse tout en lui demandant de lui faire confiance. Aldobrando, Lesemeurdemort et Viola ont réussi leur évasion et se retrouvent en forêt. Ils trouvent une maison inoccupée pour les héberger. Le Roi rend visite à la Princesse qui est au cachot. Il lui annonce qu’elle est condammée à aller dans la fosse. Mais Geulevice manipule le Roi et le convainct de miser son Royaume lors des combats dans la fosse, pour prouver sa bonne foi. Il organise un combat ou il controle l’accès à la ville, ou seuls des gens à sa solde pourront avoir accès à la fosse.
Arrêté par des soldats lors d’une marche en forêt, Aldobrando apprend que la Princesse est condamnée à aller dans la fosse. Il tente de convaincre, en vain, Béniamino et Viola de retourner vers le Royaume pour sauver la Princesse Bianca avec lui mais part seul. Sur sa route, il retrouve Gennaro qui se faisait passer pour un moine. Le combat dans la fosse s’organise: la Princesse est suspendue dans une cage de fer, pour assister au combat de ses champoins contre ceux du Roi. En cas de victoire de la Princesse, le Roi promet qu’il abdiquera. Sinon, la Princesse sera exécutée. Alors que Gueulevice fait semblant d’aller se sacrifier dans la fosse pour combattre des guerriers comédiens qu’il a lui même engagés pour perdre, Aldobrando et Gennaro font irruption dans la fosse. Se sentant pris au piège, les guerriers-comédiens tuent Gueulevice. Beniamino se joint au combat et éliminent les guerriers de Gueuledevice. La Princesse Bianca est déclarée innoncente et libérée. Le Roi est déchu. Son fils devrait prendre sa suite mais sa mort est annoncée. Aldobrando refuse le trone et c’est finalement Gennaro qui devient Roi. Aldobrando et Bianca retournent vers la forêt et retrouvent le vieux Mage, qui a, entretemps, guéri de sa blessure. La quête d’Aldobrando est terminée et peut-être a t-il aussi trouvé l’amour.

## Personnages
- Aldobrando: personnage principal de l'histoire. Il est orphelin et élevé par un Mage dans une forêt et complètement isolé de la civilisation. Il va quitter sa maison en quête d'un remède pour son père adoptif.

- Sire Gennaro Montecapoleone des Deux Fontaines Jeune seigneur qui prend Aldobrando sous sa protection et comme son écuyer. Un peu fou, il s’agit du valet du Prince qui a essayé de l’assassiner.

- Gueulevice Grand inquisiteur qui interroge Aldobrando pour savoir si c’est bien lui qui a attaqué le jeune Prince.

- La Princesse Bianca dernière en date femme du Roi, à l’origine orpheline des rues adoptée par la première Reine.

- Le Roi obèse et geignard, il ne comprend pas sa jeune Reine.

- Lesemeurdemort, de son vrai nom Beniamino est berger devenu un tueur. Il va s’évader du cachot du Roi avec Aldobrando.

- Viola la servante de la Princesse, amoureuse de Beniamino.

- Paprasse au service du Roi, note toutes ses paroles, rappelle la loi du Royaume.

## Analyse
Aldobrando est une fable mais, comme le note Laetitia Gayet, c’est surtout “un récit du passage de l'enfance à l'âge adulte. C'est l'innocence confrontée à la mesquinerie des adultes”.
Le mélange entre conte cruel et fable optimiste et romantique est notée par Benjamin Roure: "Ensemble, les deux auteurs offrent un roman graphique tour à tour troublant et cocasse, austère et finalement accessible à un large public. Une belle synthèse entre le récit de genre et la fresque intime, avec une forme d’optimisme propre au conte dont ils ne se départissent jamais. Ce qui est assez étonnant de la part de Gipi, mais une plutôt bonne idée au final" .
G.Ratier (BDzoom) y voit un "grand récit picaresque mais également burlesque et délirant". Si le scénario et le dessin sont reconnus d'une très grande qualité, c'est aussi un ouvrage ou les critiques relèvent souvent le très bon travail fait par les coloristes .

## Accueil critique
Ce livre est un conte satirique et romantique largement reconnu pour sa qualité (avec une note de 7.7/10 sur BDgest.com) . 
Dans sa critique, Mick Léonard: "La sensibilité de cette équipe italienne se retrouve dans ces héros et anti-héros de comédie aventureuse, spectaculaire, dont le scénario réserve de nombreuses surprises. Un one-shot réussi, tout public".
Comme le note M.Moubariki pour le dessin: "Avant même de découvrir la trame, c'est bien ce graphisme, aux accents historiques réalistes qui frappe. Une représentation fidèle grâce à un trait précis, à l'encre de chine habillé au lavis bleu-gris, que la colorisation, œuvre de Claudia Palescandolo et Francesco Daniele, transcende" .